# Kanton Le Crès
Der Kanton Le Crès ist seit 2015 ein französischer Kanton im Arrondissement Montpellier im Département Hérault in der Region Okzitanien; sein Hauptort ist Le Crès. 

## Gemeinden
Der Kanton besteht aus elf Gemeinden mit insgesamt 48.118 Einwohnern (Stand: 1. Januar 2022) auf einer Gesamtfläche von 106,91 km²:
| Gemeinde                  | Einwohner 1. Januar 2022 | Fläche km² | Dichte Einw./km² | Code INSEE | Postleitzahl |
| ------------------------- | ------------------------ | ---------- | ---------------- | ---------- | ------------ |
| Baillargues               | 7.793                    | 7,68       | 1.015            | 34022      | 34670        |
| Beaulieu                  | 2.239                    | 7,73       | 290              | 34027      | 34160        |
| Castries                  | 6.722                    | 24,05      | 280              | 34058      | 34160        |
| Le Crès                   | 9.267                    | 5,84       | 1.587            | 34090      | 34920        |
| Montaud                   | 1.024                    | 12,92      | 79               | 34164      | 34160        |
| Restinclières             | 2.573                    | 6,53       | 394              | 34227      | 34160        |
| Saint-Brès                | 3.462                    | 4,86       | 712              | 34244      | 34670        |
| Saint-Drézéry             | 2.952                    | 10,47      | 282              | 34249      | 34160        |
| Saint-Geniès-des-Mourgues | 2.112                    | 11,37      | 186              | 34256      | 34160        |
| Sussargues                | 2.817                    | 6,48       | 435              | 34307      | 34160        |
| Vendargues                | 7.157                    | 8,98       | 797              | 34327      | 34740        |
| Kanton Le Crès            | 48.118                   | 106,91     | 450              | 3407       | –            |